# Џим Дугме и машиновођа Лука (филм)
Џим Дугме и машиновођа Лука немачки је филм за децу из 2018. године, сниман по истоименом роману чувеног немачког писца Михаела Ендеа. Филм је режирао Денис Гансел, а продуцирао Кристијан Бекер. Реализација филма коштала је скоро 25 милиона евра, што је један од највећих буџета икада стављених на располагање за немачку филмску продукцију.
Званична светска премијера филма одржана је 18. марта 2018. у биоскопу Синестар на Потсдамском тргу у Берлину, а од 29. марта 2018. почела је његова дистрибуција у немачким биоскопима. Филм је у почетку био приказан само у биоскопима у Немачкој, Литванији и Естонији.

## Радња филма
Роман Џим Дугме и машиновођа Лука говори о пријатељству малог црног дечака Џима, машиновође Луке и локомотиве Еме, који живе на једном малом острву. Једног дана крећу у велику авантуру. Трагајући за тајном Џимовог порекла, којег су загонетне околности довеле у заштићен свет Безбригије, храбра тројка пролази кроз чудесне пустоловине и стиче необичне пријатеље. Њихово путовање води их до царства цара Мандала, одакле одлазе у Змајоград да спасу цареву отету ћерку.

## Роман
Џим Дугме и машиновођа Лука први је роман Михаела Ендеа. Ендеова изузетна имагинација, која је његово дело Бескрајна прича уврстила у сам врх књижевне фантастике, повезана је у овом роману с топлим хумором и ненаметљиво доприноси ширењу дечијих сазнања о природним појавама и људским наравима. Када га је написао имао је проблем, јер ни један издавач није желео да објави тако обиман роман за децу — имао је око 500 страна. Тек после годину и по дана Енде је нашао издавача, али је услов био да роман подели на два дела. Као и први, филмован је и други део Џим Дугме и дивљих 13, чија је премијера одржана 2020. године.

## Улоге
Филм је снимљен делом на немачком, а делом на енглеском језику, јер неки глумци не говоре немачки. Стога је део филма морао бити синхронизован. Ту су и неки анимирани ликови, попут Непомука или госпође Малцан, који су такође морали да буду синхронизовани.
| Улога                          | Глумац                                   | Синхронизација                            |
| ------------------------------ | ---------------------------------------- | ----------------------------------------- |
| Џим Дугме                      | Соломон Гордон (Solomon Gordon)          | Фин Постхумус (Finn Posthumus)            |
| Принцеза Ли Си                 | Лијан Есперанзет (Leighanne Esperanzate) | Хеда Ерлбах (Hedda Erlebach)              |
| Пинг Понг                      | Иден Гох (Eden Gough)                    | Франц Хагн (Franz Hagn)                   |
| Пунг Гин (цар Мандале)         | Као Ченмин (Kao Chenmin)                 | Фред Меар (Fred Maire)                    |
| Непомук                        | –                                        | Михаел Були Хербиг (Michael Bully Herbig) |
| Госпођа Малцан (Frau Mahlzahn) | –                                        | Џуди Винтер (Judy Winter)                 |
| Благајник                      | –                                        | Томас Фрич (Thomas Fritsch)               |

## Награде
- 2018: Награда за дечије медије Бели слон у категорији најбоља биоскопска продукција
- 2018: Награда Златни Нил на Фестивал немачког филма